# Ixodes eldaricus
Ixodes eldaricus är en fästingart som beskrevs av Dzhaparidze 1950. Ixodes eldaricus ingår i släktet Ixodes och familjen hårda fästingar. Inga underarter finns listade i Catalogue of Life.